# Gmina Askersund
Gmina Askersund (szw. Askersunds kommun) – gmina w Szwecji, w regionie Örebro, z siedzibą w Askersund.
Pod względem zaludnienia Askersund jest 190. gminą w Szwecji. Zamieszkuje ją 11 477 osób, z czego 50,03% to kobiety (5742) i 49,97% to mężczyźni (5735). W gminie zameldowanych jest 218 cudzoziemców. Na każdy kilometr kwadratowy przypada 14 mieszkańców. Pod względem wielkości gmina zajmuje 126. miejsce.